# Copidothrips octarticulatus
Copidothrips octarticulatus (лат.) — вид трипсов, единственный в составе рода Copidothrips Hood, 1954 из семейства Thripidae (Thysanoptera).

## Распространение
Зарегистрирован из южного Китая, а также с Сейшельских островов, различных островов Тихого океана, северной Австралии и острова Рождества.

## Описание
Мелкие насекомые с четырьмя бахромчатыми крыльями. Самка макроптерная. Голова шире длины, сильно сетчатая, не выступает перед глазами; глазничная область приподнята; затылочный гребень отсутствует, щёки сужены в основании; две пары крупных заднеглазничных волосков; нижнечелюстные пальпы 2-сегментные. Антенны 8-сегментные, сегмент I без парных дорсо-апикальных волосков; III с одним простым конусом, IV с двумя простыми конусами. Пронотум сильно сетчатый, без длинных волосков. Мезонотум целый, сетчатый, переднемедианные кампановидные сенсиллы отсутствуют. Метанотум сильно сетчатый без треугольника, срединные волоски длинные и расположены близко к переднему краю, кампановидные сенсиллы присутствуют. Костальные волоски переднего крыла длиннее бахромчатых ресничек переднего края; первая и вторая жилки с полными рядами волосков; клавус с четырьмя жилковыми, но без дискальных волосков; заднемаргинальные бахромчатые реснички волнистые. Простернальные ферны разделены; базантры мембранные и без волосков; мезостернальная эндофурка без спинулы, метастернальная эндофурка лировидная, не достигает мезоторакса. Ноги сильно сетчатые, лапки 2-сегментные. Тергиты без ктенидий, с целым краспедумом; тергит II с группой стержневых изогнутых микротрихий антеролатерально; III—VII сильно сетчатые латерально, с поперечной сетчатостью антеромедиально; VIII задний край без гребня; IX без передней кампановидной сенсиллы; X со срединным расщеплением полным. Стерниты с целым краспедумом, II—VII с тремя парами постеромаргинальных волосков, VII с двумя маленькими дополнительными волосками. Самцы не известны. Питается листьями, который, по имеющимся данным, повреждает листья различных неродственных видов растений.

## Классификация
Вид был впервые описан в 1913 году под названием Heliothrips (Parthenothrips) octarticulata Schmutz, 1913 по материалам из Шри-Ланки. В 1990 году Бхатти синонимизировал с ним таксоны Copidothrips formosus Hood, 1954 (описан из Тайваня) и Mesostenothrips kraussi Stannard & Mitri, 1962 (с острова Gibert, Кирибати). В подсемействе Panchaetothripinae относится к родовой группе Astrothrips, в которой виды имеют пару областей с крепкими, редуцированными микротрихиями переднелатерально на втором брюшном тергите. Copidothrips отличается полным рядом волосков на обеих продольных жилках переднего крыла и большой парой волосков на переднем крае метанотума.